# جاده ئی۵۵ اروپا
جاده ئی۵۵ اروپا (به انگلیسی: European route E55) یکی از جاده‌های اصلی قاره اروپا است.
این جاده که از شهر هلسینگبورگ (سوئد) شروع شده، در شهر کالاماتا (یونان) به پایان میرسد و مسافت آن ۳٬۳۰۵ کیلومتر است.